# Phellodon
Phellodon é um gênero de fungos hidnoides da família Bankeraceae [en]. As espécies apresentam basidiocarpos de tamanho pequeno a médio com espinhos brancos na parte inferior, de onde os esporos são liberados. Todas as espécies de Phellodon possuem um estipe curto, sendo classificadas no grupo conhecido como fungos hidnoides estipitados. A carne é resistente e coriácea, geralmente com um odor agradável e fragrante, desenvolvendo uma textura semelhante à cortiça quando seca. Basidiocarpos vizinhos podem se fundir, formando grandes tapetes de píleos interligados. As espécies de Phellodon produzem uma esporada branca, enquanto os esporos individuais são aproximadamente esféricos a elipsoides, com superfícies espinhosas.
O gênero, com cerca de 20 espécies descritas, tem distribuição que inclui Ásia, Europa, América do Norte, América do Sul, Austrália e Nova Zelândia. Cerca da metade das espécies é encontrada no sudeste dos Estados Unidos, incluindo três espécies adicionadas ao gênero entre 2013 e 2014. Algumas espécies de Phellodon foram incluídas em uma lista vermelha preliminar de fungos britânicos ameaçados devido a um declínio geral do gênero na Europa. As espécies crescem em associação micorrízica simbiótica com árvores das famílias Fagaceae (faias e carvalhos) e Pinaceae (pinheiros). Métodos precisos baseados em DNA foram desenvolvidos para detectar a presença de espécies de Phellodon no solo, mesmo na ausência prolongada de basidiocarpos visíveis. Embora os basidiocarpos de Phellodon sejam considerados não comestíveis devido à carne fibrosa, a espécie-tipo, P. niger [en], é usada na fabricação de tintas.

## Taxonomia
Phellodon foi circunscrito em 1881 pelo micologista finlandês Petter Adolf Karsten para conter fungos hipnoides brancos. Karsten incluiu três espécies: P. cyathiformis, P. melaleucus [en] e a espécie-tipo, P. niger (originalmente publicada com o epíteto nigrum). P. nigrum foi originalmente descrito por Elias Magnus Fries em 1815 como uma espécie de Hydnum. Alguns autores iniciais não consideraram Phellodon distinto o suficiente para ser um gênero separado, incorporando espécies atribuídas a este gênero em Hydnellum [en].
Hydnellum é classificado na família Bankeraceae, que foi circunscrita por Marinus Anton Donk [en] em 1961. O conceito original de família de Donk incluía os gêneros Bankera [en] e Phellodon, cujas espécies produzem hialinos e esporos equinulados (cobertos com pequenos espinhos). Donk também observou que as espécies de Bankeraceae não possuíam fíbulas. Quando fíbulas foram descobertas em Phellodon fibulatus e ornamentação esporal tuberculada (presença de pequenos nódulos nos esporos) foi encontrada em P. niger, Kenneth Harrison considerou a família Bankeraceae supérflua, colocando Phellodon e Bankera na família Hydnaceae. Esta reorganização taxonômica foi rejeitada por Rudolph Arnold Maas Geesteranus em 1974, que demonstrou que os esporos tuberculados de P. niger resultavam de um espécime imaturo. Richard Baird e Saeed Khan investigaram a ornamentação dos esporos em espécies norte-americanas de Phellodon usando microscópio eletrônico de varredura, rejeitando a colocação de Phellodon na família Bankeraceae, preferindo manter Phellodon e Bankera na família Hydnaceae. Análises filogenéticas moleculares modernas posicionam Phellodon em um clado equivalente à ordem Thelephorales junto com os gêneros relacionados Bankera, Hydnellum e Sarcodon [en]. Embora o status da família Bankeraceae não tenha sido totalmente esclarecido com técnicas genéticas moleculares, Phellodon é classificado nesta família por autoridades em taxonomia fúngica.
O nome genérico deriva do grego phell-, que significa 'cortiça', e -don, que significa 'dente'. Na América do Norte, as espécies de Phellodon são comumente conhecidas em inglês como "cork hydnums". A Sociedade Britânica de Micologia [en], em sua lista recomendada de nomes comuns em inglês para fungos no Reino Unido, nomeia as espécies de Phellodon na forma de uma palavra descritiva seguida de tooth: fused tooth (P. confluens), grey tooth (P. melaleucus), black tooth (P. niger) e woolly tooth (P. tomentosus).

## Descrição

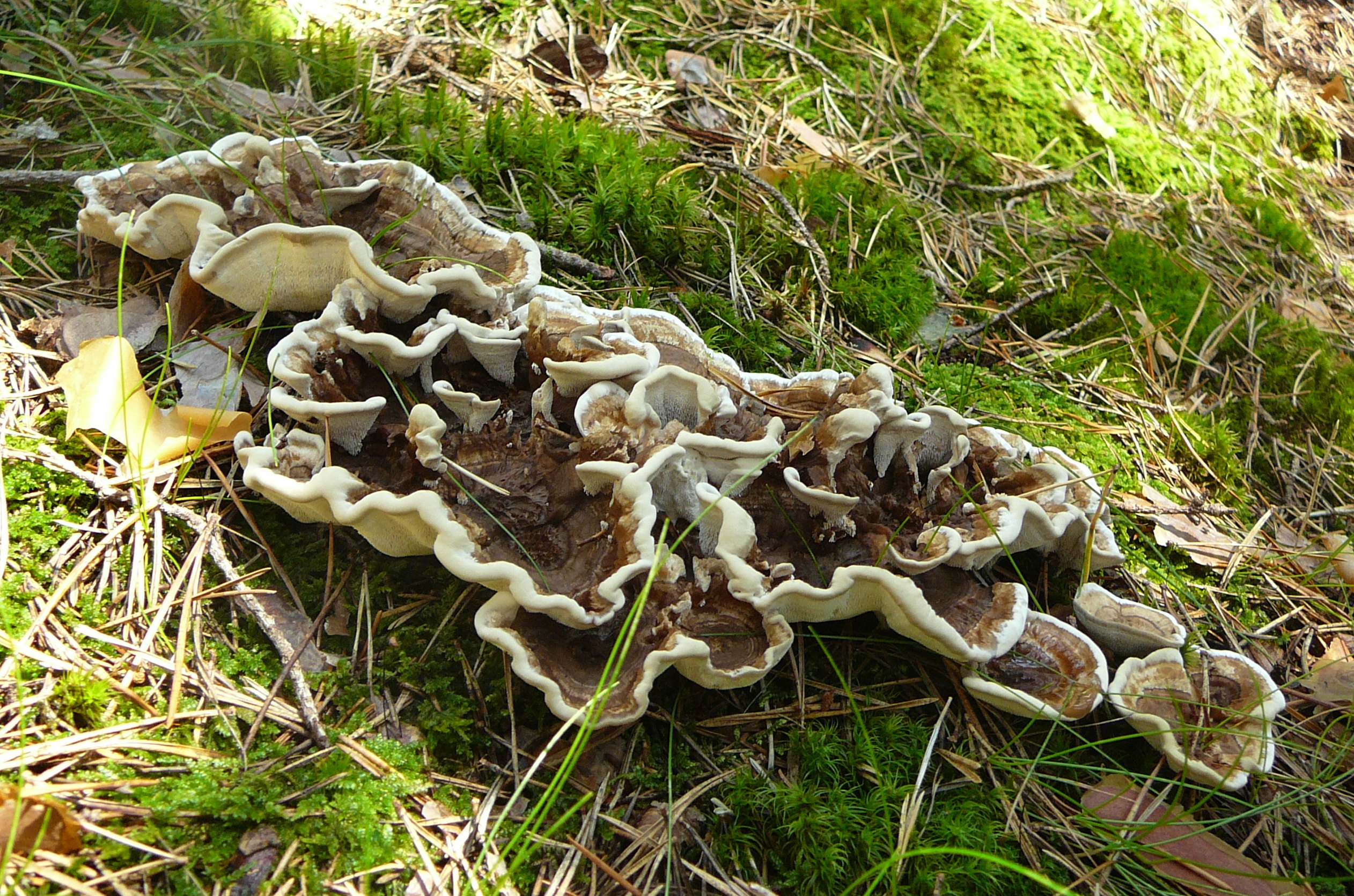
Os píleos de algumas espécies de Phellodon (en ilustrado) podem se fundir durante o crescimento

Os corpos frutíferos das espécies de Phellodon possuem píleos e estipe, sendo classificados na categoria geral de fungos hidnoides estipitados. As superfícies dos píleos são inicialmente aveludadas a tomentosas, eventualmente tornando-se emaranhadas. A superfície é rugosa, com sulcos e cristas, e por vezes com zonas concêntricas de cor ou textura. A coloração pode variar consideravelmente, de creme a amarelado, acastanhado, esverdeado, acinzentado ou preto. Corpos frutíferos vizinhos podem se fundir, formando píleos interligados e estipes parcialmente fundidos. Alexander H. Smith escreveu sobre P. tomentosus: "Frequentemente ocorre em grandes tapetes de píleos fundidos, quase formando um teto sobre grandes áreas de musgo sob coníferas." Os corpos frutíferos de Phellodon podem envolver gramíneas ou galhos próximos. O estipe é densamente tomentoso ou liso, geralmente da mesma cor do píleo ou mais escuro. Em P. niger, a cobertura externa do estipe é uma camada feltrada espessa de micélio que absorve água como uma esponja. O himenóforo (superfície fértil portadora de esporos) está na parte inferior do píleo. Os espinhos tornam-se cinzentos na maturidade. Em condições de alta umidade, P. niger pode formar gotas marcantes de líquido preto nos píleos em crescimento ativo.

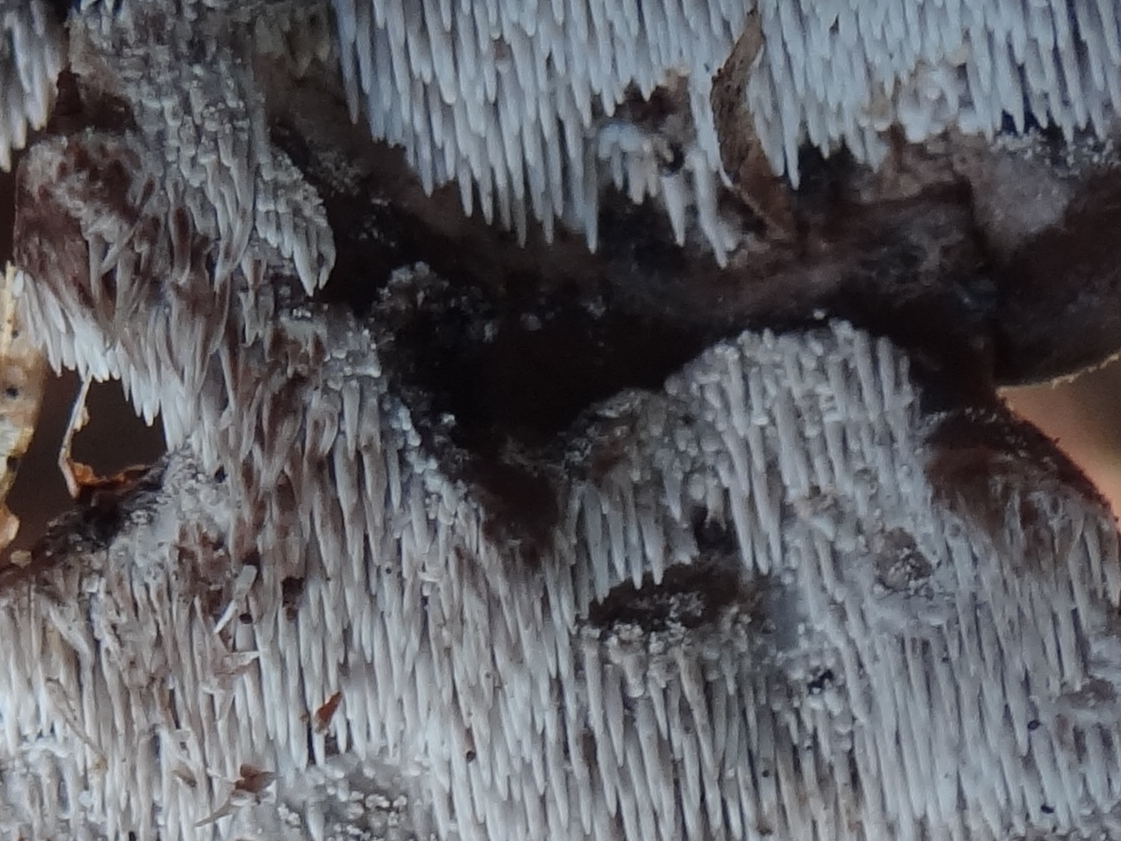
Espinhos de Phellodon tomentosus

A carne fibrosa é de camada única a dupla; a camada dupla resulta de diferenças na compactação ou no alinhamento das hifas constituintes. Resistente e coriácea quando fresca, a carne desenvolve uma textura semelhante à cortiça quando seca. No estado seco, frequentemente apresenta um odor de feno-grego ou caril. As espécies de Phellodon são frequentemente livres de danos por insetos, sugerindo que podem possuir substâncias químicas defensivas que desencorajam a predação. Os corpos frutíferos não são considerados comestíveis devido à carne fibrosa.
O sistema hifal é monomítico, contendo apenas hifas generativas. Essas hifas têm diâmetro não inferior a 6 μm. Todas as espécies europeias não possuem fíbulas, mas elas estão presentes nas espécies norte-americanas P. fibulatus [en] e P. mississippiensis [en]. Os basídios (células portadoras de esporos) possuem quatro esporos. Cistídios estão ausentes ou presentes raramente como cistidíolos incompletamente diferenciados (células estéreis do tamanho de um basídio imaturo). Em massa, os esporos são brancos. Os esporos são amplamente elipsoides a aproximadamente esféricos e equinulados (cobertos com pequenos espinhos). Eles também são hialinos e inamilóides.

## Habitat e distribuição
Os corpos frutíferos crescem no solo. As espécies de Phellodon, como todos os membros da ordem Thelephorales, são consideradas micorrízicas, formando relações simbióticas com árvores. Os hospedeiros habituais incluem espécies das famílias Fagaceae (faias e carvalhos) e Pinaceae. As ectomicorrizas que P. niger forma com Picea abies foram descritas detalhadamente. Elas se distinguem das ectomicorrizas de outras espécies de Thelephorales pela forma única de seus clamidósporos. A análise de razão de isótopos estáveis da abundância do isótopo estável carbono-13 mostra que P. niger tem uma assinatura metabólica próxima à de fungos saprótrofos, indicando que pode obter carbono de fontes além de um hospedeiro arbóreo.
Muitas espécies de Phellodon são conhecidas do sudeste dos Estados Unidos, onde foram extensivamente pesquisadas. Segundo Baird e colegas, há nove espécies distintas de Phellodon nas montanhas Great Smoky e nos Apalaches do sul. Três espécies adicionais dessa área, P. mississippiensis, P. brunneo-olivaceus e P. fuligineoalbus, foram adicionadas ao gênero em 2013–14.

## Conservação

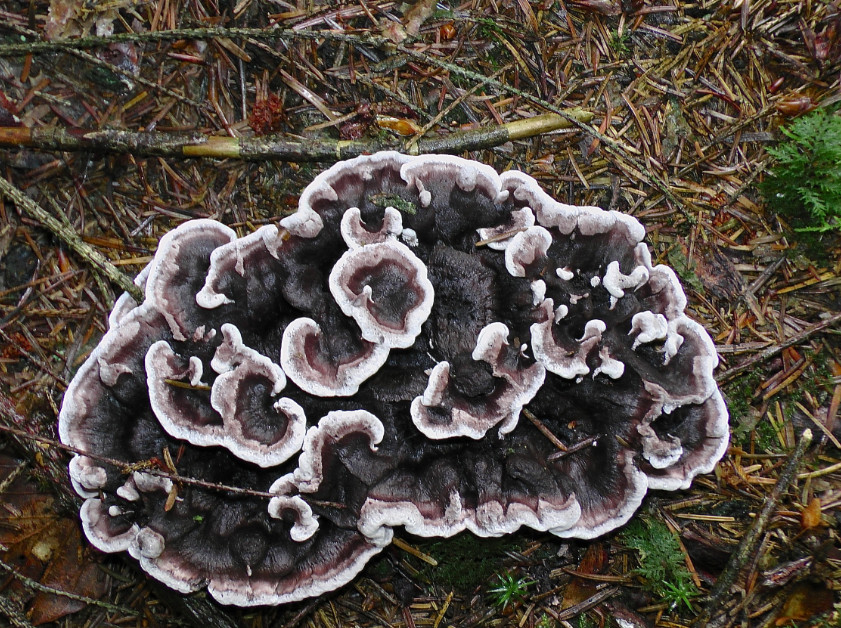
Phellodon melaleucus

As espécies de Phellodon, como outros membros da família Bankeraceae, são sensíveis à poluição atmosférica e à poluição do solo, estando em declínio geral na Europa Ocidental. Em uma avaliação preliminar para uma lista vermelha de fungos britânicos ameaçados, P. confluens, P. tomentosus e P. melaleucus são considerados vulneráveis, e P. niger é rara.
Os esforços de conservação para fungos hidnoides estipitados são dificultados pela escassez de informações sobre sua ecologia básica, e assim, técnicas genéticas moleculares são cada vez mais empregadas para melhor compreender esses fungos. No caso de Phellodon tomentosus, por exemplo, há pouca correlação entre a aparência do corpo frutífero e o micélio subterrâneo, dificultando a determinação da distribuição e raridade do fungo com técnicas de levantamento padrão. Phellodon melaleucus e P. niger foram incluídos em um estudo escocês para desenvolver iniciadores específicos de PCR que podem ser usados para detectar o micélio de hidnoides estipitados no solo. Testes de DNA em coleções rotuladas como P. melaleucus e P. niger do Reino Unido revelaram espécies crípticas adicionais. A análise de PCR pode ser usada para determinar a presença de uma espécie de Phellodon até quatro anos após o aparecimento de corpos frutíferos, permitindo uma determinação mais precisa de seu possível declínio e ameaça de extinção.

## Química
As espécies de Phellodon contêm ácido telefórico [en], um metabólito da via do ácido chiquímico. O ácido telefórico é uma quinona terfenil — uma benzoquin-1,4-ona em que as posições carbono-2 e carbono-5 são substituídas por grupos fenil. O derivado de hirsutano ácido felodônico é encontrado em P. melaleucus. O ácido felodônico, que exibe atividade antibiótica contra bactérias e outros fungos, foi o primeiro composto bioativo relatado de qualquer membro da ordem Thelephorales. Uma síntese total foi descrita para o ácido felodônico em 2008, usando cis-1,2-di-hidrocatecol como material inicial. P. niger foi uma fonte de vários compostos bioativos: os diterpenoides tipo ciatano, nigernina A e B; um derivado terfenílico nitrogenado, felodonina; 2',3'-diacetoxi-3,4,5',6',4-pentahidroxi-p-terfenil; grifolina [en]; e ácido 4-O-metilgrifólico. P. niger também foi usado para fabricação de tintas, produzindo cores cinza-azuladas e verdes.

## Espécies
Phellodon foi originalmente circunscrito com três espécies. Joost Stalpers incluiu 13 espécies de Phellodon em sua monografia de 1993 sobre a ordem Thelephorales. A décima edição do Dictionary of the Fungi (2008) indicou 16 espécies no gênero. Desde setembro de  2015, o Index Fungorum lista 18 espécies de Phellodon, não incluindo as três espécies do leste dos Estados Unidos adicionadas em 2013–14.
| Imagem | Nome científico                                        | Distribuição                            |
| ------ | ------------------------------------------------------ | --------------------------------------- |
|        | Phellodon atratus [en] K.A.Harrison (1964)             | Califórnia, Estados Unidos              |
|        | Phellodon brunneo-olivaceus R.E.Baird (2013)           | Estados Unidos                          |
|        | Phellodon confluens [en] (Pers.) Pouzar (1956)         | China, leste dos Estados Unidos, Europa |
|        | Phellodon excentrimexicanus [en] R.E.Baird (1985)      | México                                  |
|        | Phellodon fibulatus [en] K.A.Harrison (1972)           | Carolina do Norte, Estados Unidos       |
|        | Phellodon fuligineoalbus (J.C.Schmidt) Baird (2013)    | Estados Unidos                          |
|        | Phellodon implicatus [en] R.E.Baird & S.R.Khan (1986)  | Flórida, Estados Unidos                 |
|        | Phellodon indicus [en] Khara (1978)                    | Himachal Pradexe, Índia                 |
|        | Phellodon maliensis [en] (Lloyd) Maas Geest. (1966)    | Austrália, Nova Zelândia                |
|        | Phellodon melaleucus [en] (Sw. ex Fr.) P.Karst. (1881) | Europa, América do Norte                |
|        | Phellodon mississippiensis [en] R.Baird (2014)         | Mississippi, Estados Unidos             |
|        | Phellodon niger [en] (Fr.) P.Karst. (1881)             | Europa, América do Norte                |
|        | Phellodon nothofagi [en] McNabb (1971)                 | Nova Zelândia                           |
|        | Phellodon plicatus [en] (Lloyd) Maas Geest. (1966)     | Austrália                               |
|        | Phellodon putidus [en] (G.F.Atk.) Banker (1906)        | América do Norte                        |
|        | Phellodon radicatus [en] R.E.Baird (1985)              | América do Norte                        |
|        | Phellodon rufipes [en] Maas Geest. (1971)              | Japão                                   |
|        | Phellodon secretus [en] Niemelä & Kinnunen (2003)      | Finlândia                               |
|        | Phellodon sinclairii [en] (Berk.) G.Cunn [en] (1958)   | Nova Zelândia                           |
|        | Phellodon tenuis [en] R.E.Baird (1988)                 | Brasil                                  |
|        | Phellodon tomentosus [en] (L.) Banker (1906)           | Europa, América do Norte                |